# Xã Stanton, Quận Linn, Kansas
Xã Stanton (tiếng Anh: Stanton Township) là một xã thuộc quận Linn, tiểu bang Kansas, Hoa Kỳ. Năm 2010, dân số của xã này là 178 người.